# C1orf105
C1orf105 (англ. Chromosome 1 open reading frame 105) – білок, який кодується однойменним геном, розташованим у людей на 1-й хромосомі. Довжина поліпептидного ланцюга білка становить 183 амінокислот, а молекулярна маса — 21 209.
| 10         |  | 20         |  | 30         |  | 40         |  | 50         |
| ---------- |  | ---------- |  | ---------- |  | ---------- |  | ---------- |
| MEKRELKASV |  | PKFDKIPWLS |  | EASLVNKPLV |  | LSLPRRYPHT |  | SATFLTSSKK |
| NMNLPILFQV |  | PDVLSKARRN |  | QCDSMLLRNQ |  | QLCSTCQEMK |  | MVQPRTMKIP |
| DDPKASFENC |  | MSYRMSLHQP |  | KFQTTPEPFH |  | DDIPTESIHY |  | RLPILGPRTA |
| VFHGLLTEAY |  | KTLKERQRSS |  | LPRKEPIGKT |  | TRQ        |  |            |

A: Аланін

C: Цистеїн

D: Аспарагінова кислота

E: Глутамінова кислота

F: Фенілаланін

G: Гліцин

H: Гістидин

I: Ізолейцин

K: Лізин

L: Лейцин

M: Метіонін

N: Аспарагін

P: Пролін

Q: Глутамін

R: Аргінін

S: Серин

T: Треонін

V: Валін

W: Триптофан